# NGC 6231
NGC 6231 — рассеянное скопление в созвездии Скорпион. Оно расположено в центре ассоциации Sco OB1 на расстоянии около 5186 световых лет от Солнца.

## Характеристики
NGC 6231 является одним из самых молодых рассеянных скоплений (его возраст составляет около 2-7 млн лет). Оно богато молодыми гигантами и сверхгигантами ранних спектральных классов, а также содержит одну звезду Вольфа-Райе (в составе двойной HD 152270). Всего насчитывается 2148 членов скопления. Наблюдения с помощью космического телескопа «Чандра» показали присутствие от 5700 до 7500 звёзд. Родительское молекулярное облако, из которого появилось скопление, на данный момент уже рассеялось. Так что мы наблюдаем окончательный продукт звездообразовательного процесса.

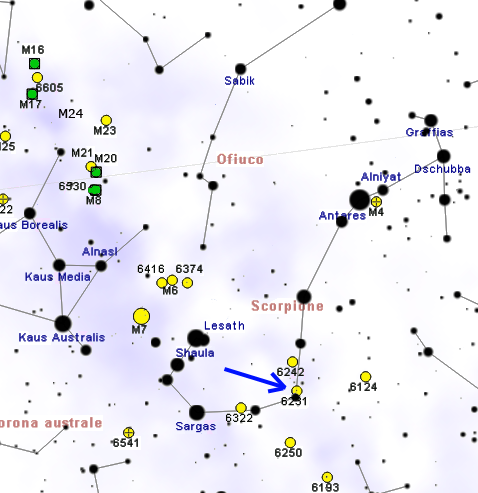
Расположение NGC 6231 на карте.

NGC 6231 было открыто итальянским математиком и священником Джованни Годиерной в 1654 году в рамках его работы «О систематике мира комет и о замечательных объектах на небе». Найти скопление на небесной сфере можно в созвездии Скорпиона, в его юго-восточной части. Оно имеет 2,6 видимую звёздную величину и видно невооружённым глазом.